# Tomai (Leova)
Tomai è un comune della Moldavia situato nel distretto di Leova di 3.389 abitanti al censimento del 2004.